# Діагонально панівна матриця
Діагонально панівна матриця — матриця у якої для кожного рядка, абсолютна величина діагонального елементу більша або дорівнює сумі величин усіх інших (недіагональних) елементів цього рядка. Тобто, у матриці {\displaystyle A} панівна діагональ якщо
{\displaystyle |a_{ii}|\geq \sum _{j\neq i}|a_{ij}|,\ \forall i.}
Зауважте, що це визначення послуговується слабкою нерівністю і, через це іноді його називають слабке діагональне панування. Якщо використати строгу нерівність (>), його називають строге діагональне панування. Термін діагональне панування може означати як строге так і слабке діагональне панування, залежно від контексту.

## Приклади
Матриця
{\displaystyle A={\begin{bmatrix}3&-2&1\\1&-3&2\\-1&2&4\end{bmatrix}}}
дає
{\displaystyle |a_{11}|\geq |a_{12}|+|a_{13}|}   оскільки {\displaystyle |3|\geq |{-2}|+|1|}
{\displaystyle |a_{22}|\geq |a_{21}|+|a_{23}|}   оскільки {\displaystyle |{-3}|\geq |1|+|2|}
{\displaystyle |a_{33}|\geq |a_{31}|+|a_{32}|}   оскільки {\displaystyle |4|\geq |{-1}|+|2|}.
Через те, що величина кожного діагонального елементу більша або дорівнює сумі величин елементів у рядку, кажуть, що матриця {\displaystyle \mathbf {A} } діагонально панівна або має панівну діагональ.
Матриця
{\displaystyle B={\begin{bmatrix}-2&2&1\\1&3&2\\1&-2&0\end{bmatrix}}}
Але тут,
{\displaystyle |b_{11}|<|b_{12}|+|b_{13}|}   оскільки {\displaystyle |{-2}|<|2|+|1|}
{\displaystyle |b_{22}|\geq |b_{21}|+|b_{23}|}   оскільки {\displaystyle |3|\geq |1|+|2|}
{\displaystyle |b_{33}|<|b_{31}|+|b_{32}|}   оскільки {\displaystyle |0|<|1|+|{-2}|}.
З того, що величини {\displaystyle |b_{11}|} і {\displaystyle |b_{33}|} менші ніж величини сум елементів у відповідних рядках, {\displaystyle \mathbf {B} } не є діагонально панівною.
Матриця
{\displaystyle C={\begin{bmatrix}-4&2&1\\1&6&2\\1&-2&5\end{bmatrix}}}
дає
{\displaystyle |c_{11}|\geq |c_{12}|+|c_{13}|}   оскільки {\displaystyle |{-4}|>|2|+|1|}
{\displaystyle |c_{22}|\geq |c_{21}|+|c_{23}|}   оскільки {\displaystyle |6|>|1|+|2|}
{\displaystyle |c_{33}|\geq |c_{31}|+|c_{32}|}   оскільки {\displaystyle |5|>|1|+|{-2}|}.
Тут, у кожному рядку, величина діагонального елементу більша ніж відповідна сума елементів рядка, {\displaystyle \mathbf {C} } є строго діагонально панівною матрицею.

## Властивості
- Строго діагонально панівна матриця є невиродженою. Цей результат можна довести використовуючи критерій регулярності Адамара чи круги Гершгорина.

- Ермітова матриця з панівною діагоналлю {\displaystyle A} з дійсними невід'ємними діагональними елементами є невід'ємно означеною.